# Codonopsis lanceolata
Codonopsis lanceolata là loài thực vật có hoa trong họ Hoa chuông. Loài này được (Siebold & Zucc.) Benth. & Hook.f. ex Trautv. mô tả khoa học đầu tiên năm 1879.

## Triển lãm ảnh

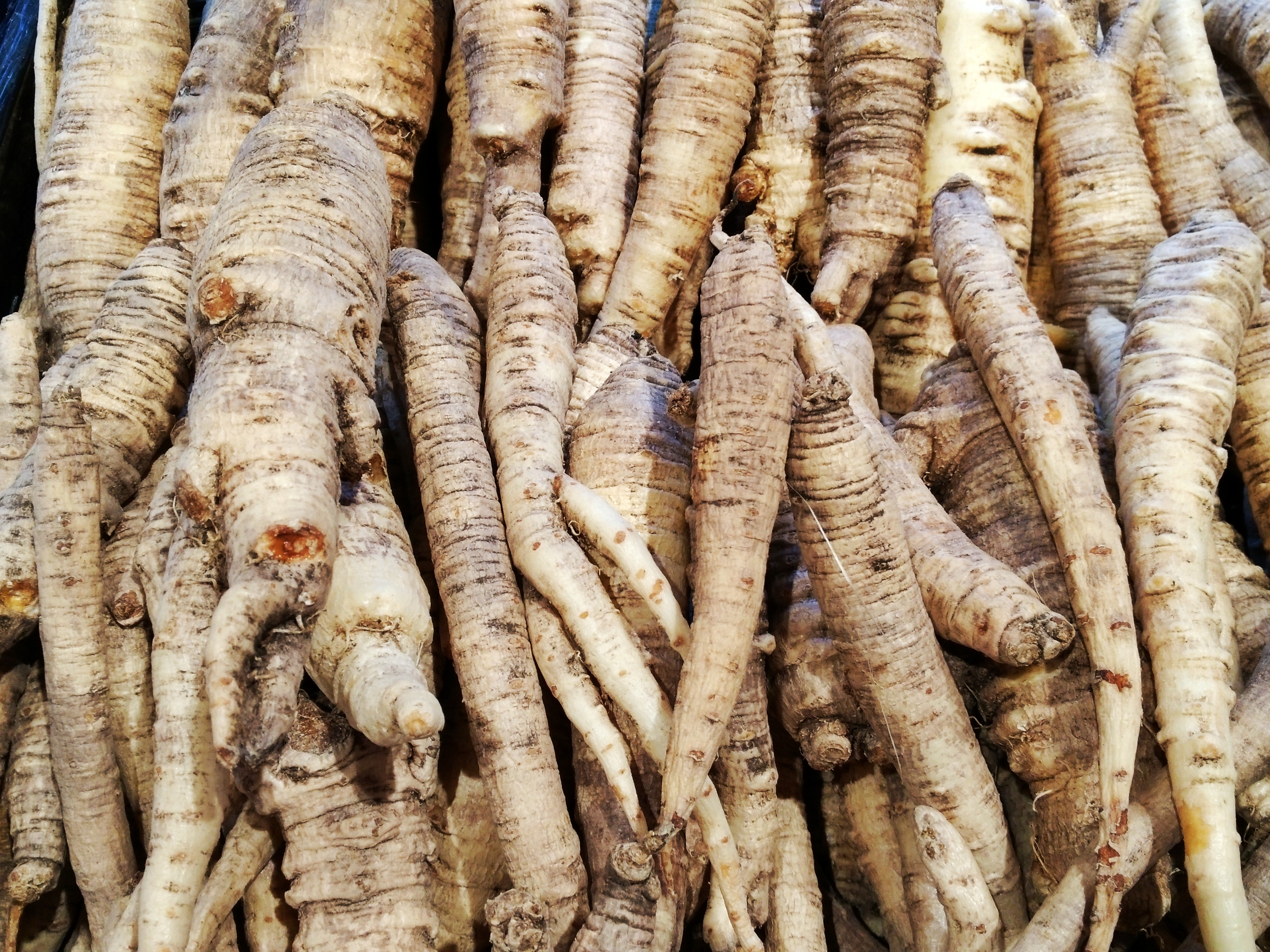
Rễ